# Усслінген-Бух
Усслінген-Бух (нім. Uesslingen-Buch) — громада  в Швейцарії в кантоні Тургау, округ Фрауенфельд.

## Географія
Громада розташована на відстані близько 125 км на північний схід від Берна, 7 км на північний захід від Фрауенфельда.
Усслінген-Бух має площу 14 км², з яких на 6,9% дозволяється будівництво (житлове та будівництво доріг), 74,4% використовуються в сільськогосподарських цілях, 14,8% зайнято лісами, 4% не є продуктивними (річки, льодовики або гори).

## Демографія
2019 року в громаді мешкало 1084 особи (+2,4% порівняно з 2010 роком), іноземців було 9,4%. Густота населення становила 77 осіб/км².
За віковим діапазоном населення розподілялося таким чином: 18,6% — особи молодші 20 років, 62,7% — особи у віці 20—64 років, 18,6% — особи у віці 65 років та старші. Було 452 помешкань (у середньому 2,4 особи в помешканні).
Із загальної кількості 411 працюючого 145 було зайнятих в первинному секторі, 69 — в обробній промисловості, 197 — в галузі послуг.